# Phaneromycetaceae
Phaneromycetaceae is een botanische naam voor een monotypische familie van korstmossen behorend tot de orde Ostropales. Het typegeslacht is Phaneramyces.